# آکورد احساسی
آکورد احساسی (انگلیسی: The Sentimental Chord) چهارمین آلبوم استودیویی گروه اس‌جی وانابی است. در پس‌زمینه تک‌آهنگ لید «آریرانگ» (아리랑) سازهای کلاسیک کره‌ای نواخته می‌شود. پس از انتشار آلبوم و تک‌آهنگ، گروه به جایگاه شماره یک در جدول ماهانه در کره جنوبی دست یافت. این آلبوم در جایگاه شماره یک جدول «۲۰ آلبوم پر فروش (مه ۲۰۰۷)» با فروش ۴۴٬۶۱۸ کپی در مه دست یافت و در کل به فروش ۱۲۵٬۴۵۰ کپی رسید. تاکنون ۱۹۹۳۱۹ کپی از این آلبوم شامل سی‌دی و دیسک دیجیتال به فروش رسیده‌است. اس‌جی وانابی دومین دسانگ خود را در جوایز گلدن دیسک دریافت کرد و هنرمند سال شد. آلبوم آکورد احساسی با فروش تقریباً ۲۰۰٬۰۰۰ به پرفروش‌ترین آلبوم کره جنوبی در سال ۲۰۰۷ تبدیل شد.